# Nagyatád
Nagyatád je grad u jugozapadnoj Mađarskoj. Nalazi se u Šomođskoj županiji.
Grad ima 11,050 stanovnika prema podacima iz 2008. godine.

## Položaj
Nagyatád se nalazi u jugozapadnom dijelu Mađarske, blizu granice s Hrvatskom, koja je 15 km jugozapadno do grada. Od Budimpešte je udaljen oko 225 kilometara.
Nalazi u središnjem dijelu Panonske nizine, u mađarskom dijelu Podravine. Drava je u ovom dijelu granica prema Hrvatskoj. Nagyatád je grad prijatelj s Križevcima. Nadmorska visina mjesta je oko 130 metara.

## Galerija slika
- Dvorac u Nagyatádu.
- Rekreativni kompleks u gradu